# COM坂出
COM坂出（コムさかいで）は、香川県坂出市元町にある坂出駅の駅ビル・商業施設。
四国旅客鉄道株式会社（JR四国）の子会社、JR四国ステーション開発が管理・運営する。JR四国が運営するリトルマーメイドをはじめとする飲食店、スポーツジム、カルチャースクールなどで構成される。

## 概要
1997年（平成9年）2月26日の駅舎高架化に伴い、2000年（平成12年）11月17日高架下の戦略的活用の一環として、COM坂出が誕生。

## テナント

### 物販・飲食
リトルマーメイド、セブンイレブン、白木屋、クック・チャム、寿司居酒屋や台ずし、KUMA cafe、島のいぶき

### その他
明光義塾、さかえドライ、boneedz、美BARI SPA HARIS鍼灸院、駐車場